# Herrarnas 56 kg i tyngdlyftning vid olympiska sommarspelen 1980
Herrarnas tyngdlyftning i 56-kilosklassen vid olympiska sommarspelen 1980 hölls den 21 juli 1980 i Izmailovo Sports Palace i Moskva.
De tredjeplacerade lyftarna Tadeusz Dembończyk och Andreas Letz hade båda två vägt 55,60 kg vid invägningen före tävlingen och fick vägas om efteråt. Dembończyk vann bronsmedaljen då han vägde mindre än Letz vid omvägningen.

## Tävlingsformat
Varje tyngdlyftare får tre försök i ryck och stöt. Deras bästa lyft i de båda kombineras till ett totalt resultat. Om någon tävlande misslyckas att få ett godkänt lyft, så blir de utslagna. Ifall två tyngdlyftare hamnar på samma resultat, är idrottaren med lägre kroppsvikt vinnare.

## Resultat
| Plats | Idrottare                    | Kroppsvikt | Ryck (kg) | Ryck (kg) | Ryck (kg) | Ryck (kg) | Stöt (kg) | Stöt (kg) | Stöt (kg) | Stöt (kg) | Totalt |
| Plats | Idrottare                    | Kroppsvikt | 1         | 2         | 3         | Resultat  | 1         | 2         | 3         | Resultat  | Totalt |
| ----- | ---------------------------- | ---------- | --------- | --------- | --------- | --------- | --------- | --------- | --------- | --------- | ------ |
| 1     | Daniel Núñez (CUB)           | 55,60      | 117,5     | 122,5     | 125       | 125       | 145       | 150       | 152,5     | 150       | 275    |
| 2     | Jurik Sarkisjan (URS)        | 55,80      | 112,5     | 112,5     | 117,5     | 112,5     | 150       | 155       | 157,5     | 157,5     | 270    |
| 3     | Tadeusz Dembończyk (POL)     | 55,60      | 115       | 120       | 122,5     | 120       | 140       | 145       | 145       | 145       | 265    |
| 4     | Andreas Letz (GDR)           | 55,60      | 110       | 115       | 115       | 115       | 145       | 150       | 152,5     | 150       | 265    |
| 5     | Yang Eui Yong (PRK)          | 55,75      | 107,5     | 112,5     | 115       | 112,5     | 145       | 150       | 150       | 150       | 262,5  |
| 6     | Imre Stefanovics (HUN)       | 55,15      | 110       | 115       | 115       | 115       | 145       | 150       | 150       | 145       | 260    |
| 7     | Gheorghe Maftei (ROU)        | 55,40      | 105       | 110       | 110       | 105       | 142,5     | 147,5     | 147,5     | 142,5     | 247,5  |
| 8     | Petre Pavel (ROU)            | 55,40      | 105       | 105       | 105       | 105       | 140       | 145       | 145       | 140       | 245    |
| 9     | Choe Jong Sop (PRK)          | 55,70      | 100       | 105       | 110       | 105       | 132,5     | 137,5     | 142,5     | 137,5     | 242,5  |
| 10    | Ioannis Sidiropoulos (GRE)   | 55,95      | 102,5     | 102,5     | 107,5     | 102,5     | 132,5     | 137,5     | 140       | 140       | 242,5  |
| 11    | Ahmed Tarbi (ALG)            | 55,55      | 100       | 105       | 107,5     | 105       | 127,5     | 132,5     | 135       | 135       | 240    |
| 12    | Abdul Karim Gizar (IRQ)      | 55,85      | 100       | 105       | 107,5     | 105       | 127,5     | 132,5     | 135       | 135       | 240    |
| 13    | Arvo Ojalehto (FIN)          | 55,95      | 105       | 105       | 105       | 105       | 132,5     | 137,5     | 137,5     | 132,5     | 237,5  |
| 14    | Johnny Helsing (SWE)         | 55,85      | 95        | 95        | 100       | 100       | 132,5     | 137,5     | 137,5     | 132,5     | 232,5  |
| 15    | Pertti Torikka (SWE)         | 55,70      | 100       | 105       | 105       | 100       | 130       | 135       | 135       | 130       | 230    |
| 16    | Lorenzo Orsini (AUS)         | 55,15      | 90        | 95        | 95        | 95        | 120       | 125       | 125       | 125       | 220    |
| 17    | Ali Shalabi (LBA)            | 55,95      | 85        | 90        | 95        | 95        | 115       | 120       | 125       | 120       | 215    |
| 18    | Ashok Kumar Karki (NEP)      | 55,40      | 60        | 65        | 67,5      | 65        | 80        | 80        | 80        | 80        | 145    |
| -     | György Kőszegi (HUN)         | 55,55      | 110       | 115       | 115       | 110       | 142,5     | 142,5     | 142,5     | -         | DNF    |
| -     | Bruno Lebrun (FRA)           | 56,00      | 105       | 110       | 110       | 105       | 132,5     | 132,5     | 132,5     | -         | DNF    |
| -     | Tamil Selwan Muniswamy (IND) | 56,00      | 100       | 100       | 100       | 100       | 115       | 115       | 115       | -         | DNF    |

## Nya rekord
| Ryck   | 125,0 kg | Daniel Núñez (CUB)    | WR |
| Stöt   | 157,5 kg | Jurik Sarkisjan (URS) | WR |
| Totalt | 275,0 kg | Daniel Núñez (CUB)    | WR |